# Завоювання полюсу
«Завоювання полюсу» (фр. À la conquête du Pôle, 1912) — один з пізніх науково-фантастичних фільмів Жоржа Мельєса, поставлений за дуже віддаленим мотивам творів Жуля Верна.

## Сюжет
Професор Мабулоф виступає на зборах, де обговорюється найкращий спосіб досягти Північного полюса. У той час як інші безуспішно використовують для цього монгольф'єр або автомобіль, Мабулоф рішуче вирушає на Полюс на спеціально сконструйованому ним літаку. В польоті йому зустрічаються ожилі знаки Зодіаку та інші небесні тіла водевільного виду. Приземлившись в Арктиці, дослідники стикаються з замершим по плечі в лід Сніговим Велетнем, який з'їдає Мабулофа, але соратники професора змушують чудовисько його виплюнути. Потім мандрівники намагаються знайти Північний полюс, але потрапляють в барліг того ж Велетня. Прилетівша за ними рятувальна експедиція виявляє, що в живих залишився тільки професор.

## У ролях
- Жорж Мельєс — Професор Мабулоф

## Факти
- Професор Мабулоф був також центральним персонажем фільму «Неймовірна подорож» (1904).
- Сцена, в якій мандрівники катаються на Земній Осі як на каруселі в оточенні своїх національних прапорів пародіює постановочний знімок, зроблений експедицією Роберта Пірі.
- Ця картина візуально відрізняється незвичним для фільмів Мельєса глибиною кадру.